# Camera-Austria-Preis
Der Camera-Austria-Preis für zeitgenössische Fotografie der Stadt Graz ist ein Preis, der seit 1989 alle zwei Jahre an einen Künstler oder eine Künstlerin vergeben wird, der/die einen monografischen Beitrag in der Zeitschrift Camera Austria International hatte und einen wesentlichen Beitrag zur zeitgenössischen Fotografie geleistet hat. Er wird auf Vorschlag einer internationalen Jury vergeben und ist mit 15.000 Euro einer der höchstdotierten europäischen Preise für zeitgenössische künstlerische Fotografie.

## Preisträger
- 1989 Nan Goldin
- 1991 Olivier Richon
- 1993 Seiichi Furuya
- 1995 David Goldblatt
- 1997 Preis nicht vergeben
- 1999 Hans-Peter Feldmann
- 2001 Allan Sekula
- 2003 Aglaia Konrad
- 2005 Walid Raad
- 2007 Marika Asatiani
- 2009 Sanja Iveković
- 2011 Heidrun Holzfeind
- 2013 Joachim Koester
- 2015 Annette Kelm
- 2017 Jochen Lempert
- 2019 Lebohang Kganye[3]
- 2021 Belinda Kazeem-Kamiński[4][5]